# عصارة هضمية

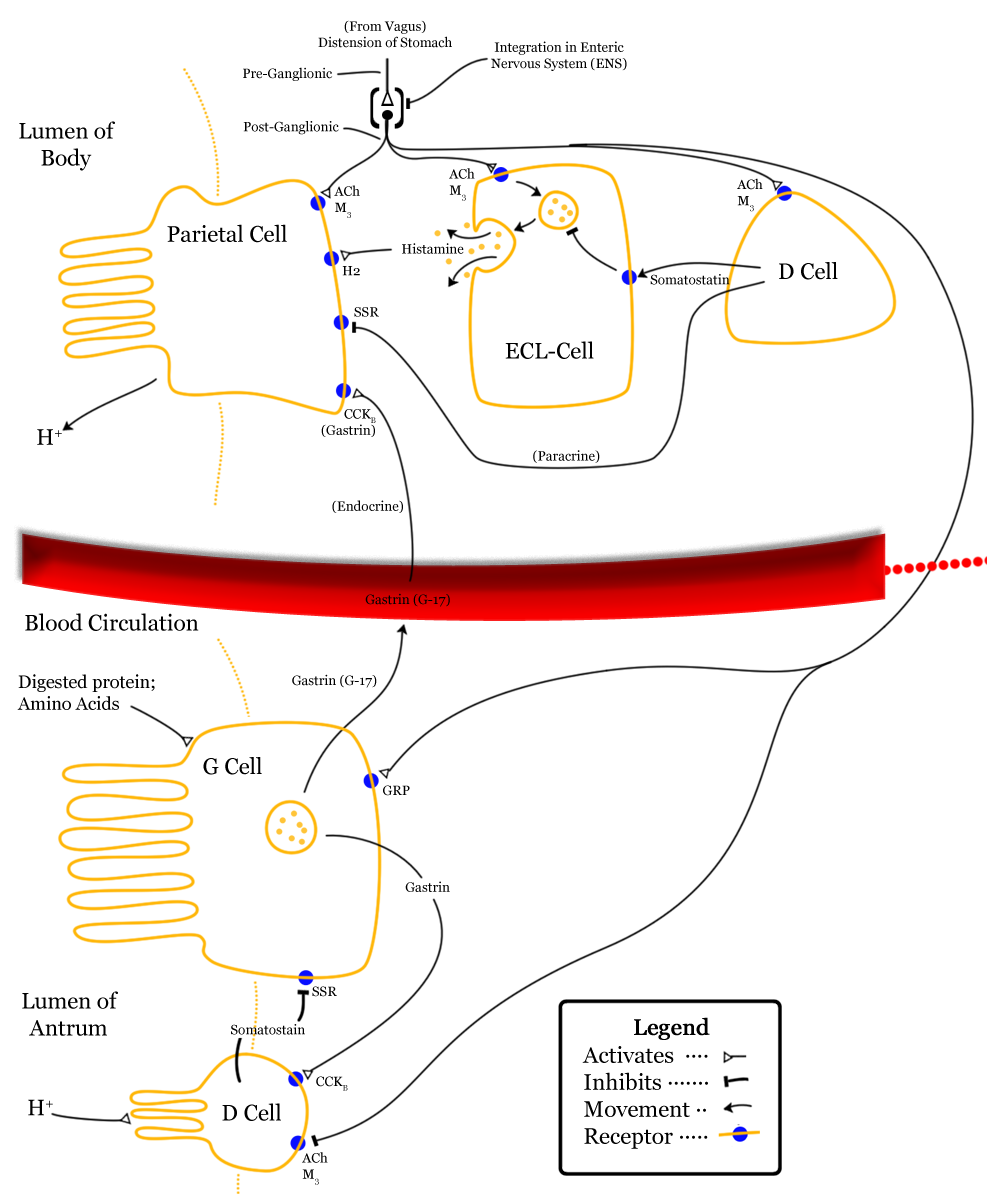

العصارة الهضمية هي سوائل تفرز على مستوى الأنبوب الهضمي من قبل غدد مفتوحة (الغدد اللعابية، المعدة، البنكرياس، المعي الدقيق...)، تحتوي العصارات الهضمية بصفة عامة على أربع مركبات أساسية وهي: الماء، أملاح معدنية، مادة مخاطية وأنزيم أو أكثر، إلا العصارة الصفراوية فهي لا تحتوي أنزيمات.
الغدد اللعابية تفرز اللعاب.
المعدة تفرز العصارة المعدية (حمض الهيدروكلوريك من مكوناتها).
الكبد يفرز العصارة الصفراوية (أو الصفراء).
البنكرياس يفرز العصارة البنكرياسية.
المعي الدقيق يفرز العصارة المعوية.

## المكونات الأساسية للعصارة المعدية
1. الماء.
2. حمض الهيدروكلوريك (HCl) : يقوم بتفتيت حجم القطع الغذائية والبروتينات وجعلها حبيبية بحجم 0.3 مليمتر، وقتل معظم البكتيريا التي تتسرب مع الغذاء إلى المعدة ( لهذا يجب غسل الطعام غير المطبوخ جيدا قبل أكله ( مثل السلطة والفجل والخيار والطماطم والمقدونس وغيرها من الأطعمة الطازجة).
3. الموسين(Mucin): وهي عبارة عن مادة مخاطية تحمي جدار المعدة من حمض HCl.
4. مولد الببسين أو ببسينوجين (Pepsinogen): يتحول تحت تأثير حمض الهيدروكلوريك إلى إنزيم ببسين نشط، وهذا ما يتم داخل المعدة، هذا الإنزيم يقوم بهضم وتفكيك البروتينات إلى أحماض أمينية (عديدات البيبتيد).
5. كيموسين أو المجبنة ويسمى كذلك الرِّنين (بالإنجليزية: Rennin): يعتبر المسئول عن عملية تخثر الحليب، حيث تقلل هذه العملية من معدل سريانه خلال المعدة.